# TW Геркулеса
TW Геркулеса (лат. TW Herculis) — одиночная переменная звезда* в созвездии Геркулеса на расстоянии приблизительно 3794 световых лет (около 1163 парсек) от Солнца. Видимая звёздная величина звезды — от +11,83m до +10,52m.

## Характеристики
TW Геркулеса — жёлто-белая пульсирующая переменная звезда типа RR Лиры (RRAB) спектрального класса A4-F6, или F6. Масса — около 2,21 солнечной, радиус — около 4,488 солнечного, светимость — около 28,013 солнечной. Эффективная температура — около 6876 K.

## Планетная система
В 2019 году учёными, анализирующими данные проектов HIPPARCOS и Gaia, у звезды обнаружена планета.